# Dodecaedro parabiaumentado
En geometría, el dodecaedro parabiaumentado es uno de los sólidos de Johnson (J59).
Los 92 sólidos de Johnson fueron nombrados y descritos por Norman Johnson en 1966.